# Kunszállás
Kunszállás je selo u središnjoj Mađarskoj.
Zauzima površinu od 20,85 km četvornih.

## Zemljopisni položaj
Nalazi se u regiji Južni Alföld, na 46°46' sjeverne zemljopisne širine i 19°45' istočne zemljopisne dužine. 

## Upravna organizacija
Upravno pripada kiškunfeleđhaskoj mikroregiji u Bačko-kiškunskoj županiji. Poštanski broj je 6115.

## Promet
Selo se nalazi pored željezničke prometnice. Sjeveroistočno od sela je željeznička postaja.

## Stanovništvo
U Kunszállásu živi 1740 stanovnika (2005.). 

## Vanjske poveznice
- (mađ.) Kunszállás község hivatalos oldala